# ایستگاه قطار شهری پروین اعتصامی
ایستگاه قطار شهری پروین اعتصامی یکی از ایستگاه‌های خط ۱ قطار شهری مشهد است که در بلوار فداییان اسلام، ابتدای خیابان پروین اعتصامی قرار دارد. این ایستگاه از ۱۸ مهر ۱۳۹۰ شروع به کار کرد.
از این ایستگاه یک خط اتوبوس‌رانی مشهد و حومه می‌گذرد.